# Histoire du Necronomicon
Histoire du Necronomicon (History of the Necronomicon) est un court texte écrit par H. P. Lovecraft en 1927, et publié en 1938, un an après sa mort. Il décrit les origines du grimoire occulte imaginaire appelé Necronomicon, un outil littéraire de Lovecraft désormais célèbre. Le texte prétend être véridique, ajoutant pour l'apparence de « pseudo-authenticité » que Lovecraft l'a utilisé pour la construction de son mythe de Cthulhu. De plus, il prétend que le Necronomicon a servi d'inspiration à Robert W. Chambers pour son recueil de nouvelles Le Roi en jaune, qui porte justement sur un livre qui bouleverse l'esprit de ceux qui le lisent.

## Texte
Le texte raconte comment le Necronomicon aurait été rédigé par l'Arabe fou Abdul al-Hazred sous le titre Al-Azif. Al-Hazred serait mort après avoir été dévoré par des démons invisibles devant une foule terrifiée. Son travail est ensuite dissimulé mais survit néanmoins. Aucune copie arabe originale ne subsiste, ni aucune traduction grecque. Seules cinq traductions du grec au latin (rebaptisées Necronomicon) sont conservées dans des bibliothèques (le British Museum, la Bibliothèque nationale de France, l'université de Buenos Aires, la bibliothèque Widener à Harvard, et l'université de Miskatonic), bien qu'il existe des copies dans des collections privées.